# فيقوع
الفيقوع (الاسم العلمي: Tolpis) هو جنس من النباتات يتبع الفصيلة النجمية من رتبة النجميات.